# 愛情摩天輪
是一部於2017年上映的美國劇情驚悚片，由伍迪·艾倫編劇和執導，由凱特·溫斯蕾、吉姆·貝魯什、茱諾·坦普和賈斯汀·提姆布萊克主演。

## 演員
- 凱特·溫斯蕾 飾 金妮
- 賈斯汀·提姆布萊克 飾 米奇·魯賓 - 救生員
- 茱諾·坦普 飾 卡洛琳娜
- 吉姆·貝魯什 飾 漢普蒂
- 傑克·戈爾 飾 里奇
- 黛碧·梅瑟（英语：Debi Mazar） 飾 生日派對嘉賓
- 托尼·西里科 飾 安傑洛
- 史提夫·許瑞帕 飾 尼克
- 馬克斯·凱塞拉 飾 萊恩
- 大衛·克倫荷茨 飾 傑克

## 製作

### 拍攝
主體拍攝在2016年9月16日於康尼島進行。

## 發行
電影於2017年10月14日在紐約影展進行首映，並在2017年12月1日上映，該日為導演伍迪·艾倫的82歲生日。

### 評價
爛番茄根據138條評論，持有30%的新鮮度，平均得分5／10。在Metacritic上，電影獲得了45分。

## 獎項
| 獎項         | 頒獎日期      | 類別       | 獲獎或提名人 | 結果 | 來源  |
| ------------ | ------------- | ---------- | ------------ | ---- | ----- |
| 好萊塢電影獎 | 2017年11月4日 | 最佳女主角 | 凱特·溫斯蕾  | 獲獎 | [ 6 ] |